# Columba eversmanni
Columba eversmanni là một loài chim trong họ Columbidae.